# 南京市浦厂中学
南京市浦口区浦厂中学（又称浦厂中学）是南京市的一所普通中学。

## 学校简史
- 1961年8月建校
- 2006年8月管理权从南京浦镇车辆工厂划归到浦口区教育局管理
- 2009年8月与南门中学合并